# Gandía Shore
Gandía Shore  è un reality show spagnolo in onda su MTV, adattamento del reality show statunitense Jersey Shore e della controparte britannica Geordie Shore, dai quali riprende il formato. Il reality segue le vite degli otto partecipanti che trascorrono l'estate nella città spagnola di Gandía vicino ad Alicante.
Col primo episodio del 14 ottobre 2012, si è infranto il record di ascolti di MTV España di tutti i tempi, con 948.000 spettatori e uno share del 4,8%, cifre più che doppie rispetto alla prima di Jersey Shore sul canale spagnolo.

## Produzione
Dopo il successo di Jersey Shore e Geordie Shore, MTV España decise di produrre una sua versione del format. A luglio 2012 fu annunciato che la location scelta sarebbe stata Gandía. La première ottenne il 4,8% di share (record per MTV España). Raffaele Annechino, CEO di MTV España, a novembre 2012 dichiarò che Gandía Shore avrà un seguito. Otto mesi dopo (15 luglio 2013) è stato ufficializzato che una seconda stagione non verrà prodotta; la notizia è stata nuovamente smentita il 23 gennaio 2014 ed è stato ri-confermato che verrà realizzata la seconda stagione.

## Cast
MTV ha dato l'elenco dei partecipanti con le loro descrizioni giorni prima dell'inizio della trasmissione del programma. Il cast è formato da José "Labrador" Sancho, Cristina "Core" Serrano, Abraham García, Cristina "Gata" Lopez, Alberto "Clavelito" Clavel, Ylenia Padilla, Esteban Martínez e Arantxa Fernández.
| Nome                       | Stagione | Età | Città natale                                  | Descrizione                               |
| -------------------------- | -------- | --- | --------------------------------------------- | ----------------------------------------- |
| José "Labrador" Sancho     | 1-2      | 25  | Sagunto, Comunità Valenciana                  | "Non vado a Gandía Shore per innamorarmi" |
| Cristina "Core" Serrano    | 1-2      | 20  | Vic, Catalogna                                | "Pim, pim balla! Pim, pim balla!"         |
| Abraham García             | 1-2      | 21  | Campo Real, Madrid                            | "Qui siamo tutti fuori"                   |
| Cristina "Gata" López      | 1-2      | 20  | Valencia, Comunità Valenciana                 | "Miao, miao, miao!"                       |
| Alberto "Clavelito" Clavel | 1-2      | 22  | San Antonio de Benagéber, Comunità Valenciana | "Ci divertiamo tranqui"                   |
| Ylenia Padilla             | 1-2      | 23  | Benidorm, Comunità Valenciana                 | "Dai che si va a Gandía Shore!"           |
| Esteban Martínez           | 1-2      | 24  | L'Eliana, Comunità Valenciana                 | "I cessi agli altri, le fighe a me"       |
| Arantxa Fernández          | 1-2      | 21  | Villarejo de Salvanés, Madrid                 | "Sono la regina delle cubiste"            |